# Büchel (Nadrenia-Palatynat)
Büchel – gmina jednostkowa (Ortsgemeinde) w Niemczech, w kraju związkowym Nadrenia-Palatynat, w powiecie Cochem-Zell, wchodzi w skład gminy związkowej Ulmen.